# Dementia 13
Dementia 13 (en Argentina, España, México y Uruguay Demencia 13 y en el Reino Unido The Haunted and the Haunt) es una película de terror estadounidense de 1963. Escrita y dirigida por Francis Ford Coppola, en su debut como director de cine, está protagonizada por Luana Anders y William Campbell en sus papeles principales. 
Rodada en tan sólo en diez días la cinta fue producida por Roger Corman para quien Coppola ya había trabajado como ayudante de dirección rodando algunas escenas de la película The Terror interpretada por Boris Karloff y Jack Nicholson. Aunque en la actualidad está considerada un clásico de culto en el cine de terror, pese a una mala recepción crítica, el realizador renegaba del resultado final al contar con errores y fallos propios de un debut.

## Sinopsis
Una mujer, cuyo marido acaba de morir de un infarto, simula que se ha ido de viaje de negocios para engañar a su familia y así recibir una gran herencia, pero los hermanos de su difunto marido no se lo pondrán fácil. Además, extraños rituales y sucesos terroríficos van sucediendo poco a poco en el castillo

## Reparto
- William Campbell - Richard Haloran
- Luana Anders - Louise Haloran
- Bart Patton - Billy Haloran
- Mary Mitchel - Kane
- Patrick Magee - Justin Caleb
- Eithne Dunne - Lady Haloran
- Peter Read - John Haloran
- Karl Schanzer - Simon
- Ron Perry - Arthur
- Derry O'Donavan - Lillian
- Barbara Dowling - Kathleen

## Producción
El origen del film está en que a Roger Corman le sobró dinero del presupuesto de la película de carreras The Young Racers (1963), así que le sugirió a Coppola que se quedase en Irlanda, donde había tenido lugar el rodaje de dicho film, con un pequeño equipo y rodar una película de terror barata.

Roger quería algo así como una copia barata de Psicosis
DiFranco, J. Philip. The Movie World of Roger Corman, Chelsea House Publishers, 1979. ISBN 0-87754-122-1

Coppola escribió el borrador en una sola noche y después se lo describió a Corman que quedó encantado. Este le entregó un presupuesto de 22.000$ pero como pensaba que necesitaría más presupuesto el director obtuvo 20.000$ adicionales tras venderle los derechos al productor Raymond Stross aspecto que ocultó a Corman.
Un amigo de Coppola, Al Locatelli, fue el director artístico y le ayudó a terminar el guion, pero sin ser acreditado. Los actores americanos también eran amigos de Coppola de la UCLA y se pagaron el viaje a Irlanda con tal de aparecer en el film. Los actores irlandeses procedían casi todos del Abbey Theatre y cobraron lo mínimo. Todos ellos se alojaron juntos durante el rodaje en una granja a las afueras de Dublín.
La trama se desarrolla en el entorno de un castillo, denominado en la película Castle Haloran, que es en realidad el Castillo de Howth localizado en la villa turística de Howth.
Si bien durante el rodaje Coppola tuvo total libertad cuando le enseñó el resultado final a Corman este exigió algunos cambios en el montaje, especialmente con la inclusión de más violencia gratuita. También pensaba que era demasiado corto de duración por lo que su colaborador Gary Kurtz afirmó que "por eso rodamos ese estúpido prologo que no tiene nada que ver con el resto del film." En este prólogo dirigido por Monte Hellman un psiquiatra advierte de los peligros de ver la película, un truco al estilo del productor William Castle.
La canción rockabilly del inicio es «He's Caught» por Buddy and The Fads, escrita por Arthur "Buddy" Fowler grabada en 1959 en Hollywood por Accent Records.